# Charles Lane (acteur)
Pour les articles homonymes, voir Charles Lane et Lane.
Ne doit pas être confondu avec l'acteur également américain Charles Lane (1869-1945).
Charles Lane, né Charles Gerstle Levison le 26 janvier 1905 à San Francisco (États-Unis) et mort le 9 juillet 2007 à Brentwood, est un acteur américain.

## Filmographie
- 1931 : Le Beau Joueur (Smart Money) d'Alfred E. Green : réceptionniste d'hôtel
- 1931 : La Route de Singapour d'Alfred E. Green : réceptionniste au Club
- 1931 : Blonde Crazy de Roy Del Ruth : Four-Eyes (réceptionniste d'hôtel)
- 1931 : Manhattan Parade de Lloyd Bacon : Réceptionniste
- 1932 : Gare centrale (Union Depot) d'Alfred E. Green : bagagiste
- 1932 : The Mouthpiece (en) de James Flood et Elliott Nugent : Réceptionniste
- 1932 : Blessed Event (en) de Roy Del Ruth : Kane
- 1933 : Entrée des employés (Employees' Entrance) de Roy Del Ruth : vendeur de chaussures
- 1933 : Grand Slam de William Dieterle : Ivan, Waiter (Peter's Investor)
- 1933 : Blondie Johnson de Ray Enright : Caissier
- 1933 : 42e rue (42nd Street) de Lloyd Bacon : auteur de Pretty Lady
- 1933 : Le Signal (Central Airport) de William A. Wellman : opérateur radio
- 1933 : Chercheuses d'or de 1933 (Gold Diggers of 1933) de Mervyn LeRoy : Society reporter
- 1933 : Private Detective 62 (Private Detective 62) de Michael Curtiz : huissier
- 1933 : She Had to Say Yes de George Amy et Busby Berkeley : Mr. Bernstein
- 1933 : My Woman (en) de Victor Schertzinger : Bothersome Agent
- 1933 : Les Faubourgs de New York (The Bowery) de Raoul Walsh : médecin
- 1933 : Nuits de Broadway (Broadway Through a Keyhole) de Lowell Sherman : Columnist #2
- 1933 : Conseils aux cœurs brisés (en) (Advice to the Lovelorn) d'Alfred L. Werker : Directeur de la diffusion
- 1933 : Mr. Skitch (en) de James Cruze : Hotel Clerk
- 1934 : The Show-Off de Charles Reisner : Mr. Weitzenkorn, avocat
- 1934 : Tempête sur la ligne (Looking for Trouble) de William A. Wellman : standardiste
- 1934 : Ondes d'amour (Twenty Million Sweethearts) de Ray Enright : Reporter
- 1934 : Train de luxe (Twentieth Century) de Howard Hawks : Max Jacobs
- 1934 : Un gars de la marine (en) (Let's Talk It Over) de Kurt Neumann : Reporter
- 1934 : I'll Fix It (en) de Roy William Neill : Al Nathan
- 1934 : La Course de Broadway Bill (Broadway Bill) de Frank Capra : un acolyte
- 1934 : Une méchante femme (A Wicked Woman) de Charles Brabin : Avocat de la défense Beardsley
- 1934 : The Band Plays On (en) de Russell Mack : avocat véreux
- 1935 : One More Spring de Henry King : représentant
- 1935 : Princesse O'Hara (en) (Princess O'Hara) de David Burton: Morris Goldberg
- 1935 : Ginger de Lewis Seiler : juge
- 1935 : L'Évadée (Woman Wanted) de George B. Seitz : Avocat de la défense Herman
- 1935 : L'Amérique chante (en) (Here Comes the Band) de Paul Sloane : Mr. Scurry
- 1935 : Two for Tonight de Frank Tuttle : auteur
- 1936 : Soupe au lait (The Milky Way) : Willard
- 1936 : C'était inévitable (It Had to Happen) : State Examiner
- 1936 : L'Extravagant Mr. Deeds (Mr. Deeds Goes to Town) : Hallor, The Semple's Lawyer.
- 1936 : Neighborhood House (en) : Gangster
- 1936 : Ticket to Paradise : Shyster
- 1936 : The Crime of Dr. Forbes de George Marshall : Defense Attorney
- 1936 : Carolyn veut divorcer : Judge
- 1936 : 36 Hours to Kill (en) : Rickert
- 1936 : Two-Fisted Gentleman (en) : Joe Gordon
- 1936 : Lady Luck (en) : Feinberg
- 1936 : Easy to Take (en) : Reporter
- 1936 : Come Closer, Folks (en) de D. Ross Lederman : Prosecutor
- 1936 : Three Men on a Horse (en) : Cleaner
- 1937 : L'Avocat criminel (en) (Criminal Lawyer) de Christy Cabanne : Nora's Attorney
- 1937 : We're on the Jury (en) : Mr. Horace Smith
- 1937 : Les Démons de la mer (Sea Devils) de Benjamin Stoloff : juge
- 1937 : La Loi du milieu (Internes Can't Take Money) : Grote
- 1937 : Venus Makes Trouble (en) : District Attorney
- 1937 : Casse-cou (en) (Born Reckless) : Barnes' Lawyer
- 1937 : One Mile from Heaven : Webb
- 1937 : Bad Guy (en) d'Edward L. Cahn : l'avocat de Walden
- 1937 : Fit for a King : Spears
- 1937 : Trapped by G-Men : Fingers
- 1937 : Hot Water : Grayson
- 1937 : Charmante famille (en) (Danger-Love at Work) : Gilroy
- 1937 : Partners in Crime (en) : Druggist
- 1937 : Nuits d'Arabie (Ali Baba Goes to Town) : Doctor
- 1938 : City Girl (en) : Dr Abbott
- 1938 : Quelle joie de vivre (Joy of Living) : Fan in Margaret's Dressing Room
- 1938 : Noix-de-Coco Bar (Cocoanut Grove) d'Alfred Santell : Weaver
- 1938 : La Coqueluche de Paris (The Rage of Paris) : Department Head
- 1938 : Le Professeur Schnock (Professor Beware) d'Elliott Nugent : Joe (photographer)
- 1938 : Vous ne l'emporterez pas avec vous (You Can't Take It with You) de Frank Capra : Wilbur G. Henderson, IRS Agent
- 1938 : Nanette a trois amours (Three Loves Has Nancy) de Richard Thorpe : Cleaning Store Manager
- 1938 : Always in Trouble : Donald Gower
- 1938 : Blondie (en) : Furniture Salesman
- 1938 : Monsieur tout-le-monde (Thanks for Everything) : Dr Olson
- 1938 : Kentucky : Auctioneer
- 1939 : Boy Slaves : Albee
- 1939 : Laissez-nous vivre (Let Us Live!) : Auto Salesman
- 1939 : Inside Story : District Attorney
- 1939 : Lucky Night : Mr. Carpenter, Paint Store Owner
- 1939 : Rose de Broadway (Rose of Washington Square) : Sam Kress, Theatrical Agent
- 1939 : Unexpected Father (en) de Charles Lamont : Department of Health Quarantine Man
- 1939 : La Fille du nord (Second Fiddle) : Studio Chief (voix)
- 1939 : Édition de minuit (News Is Made at Night) de Alfred L. Werker  : District Attorney Rufe Reynolds
- 1939 : They All Come Out : Psychiatrist
- 1939 : Miracles à vendre (Miracles for Sale) : Fleetwood Apartments Desk Clerk
- 1939 : La Fille de la Cinquième Avenue (5th Ave Girl) : Union Representative
- 1939 : L'Esclave aux mains d'or (Golden Boy) : Reporter Drake
- 1939 : Lune de miel à Bali (Honeymoon in Bali) : Photographer for Morrissey's
- 1939 : Monsieur Smith au Sénat (Mr. Smith Goes to Washington) : Nosey newsman
- 1939 : Le Gangster espion (Television Spy) d'Edward Dmytryk : Adler
- 1939 : Beware Spooks! (en) d'Edward Sedgwick : Mr Moore
- 1939 : Le Mystère de la maison Norman (The Cat and the Canary) : Reporter
- 1939 : The Honeymoon's Over (en) d'Eugene Forde : D.W. O'Connor
- 1939 : Charlie McCarthy, Detective (en) de Frank Tuttle : Charlie's Doctor
- 1940 : La Douce Illusion (It's a Date) de William A. Seiter : Mr. Horner
- 1940 : Le Lys du ruisseau (Primrose Path) : Mr. 'Smitty' Smith / Hawkins
- 1940 : Johnny Apollo de Henry Hathaway : Assistant District Attorney
- 1940 : Buck Benny Rides Again (en) de Mark Sandrich : Charlie Graham
- 1940 : The Crooked Road (en) de Phil Rosen : Phil
- 1940 : La Vie de Thomas Edison (Edison, the Man) de Clarence Brown : Second Lecturer
- 1940 : On Their Own (en) d'Otto Brower : Johnson
- 1940 : I Can't Give You Anything But Love, Baby (en) d'Albert S. Rogell : Gahan
- 1940 : Le docteur se marie (The Doctor Takes a Wife) d'Alexander Hall : Reporter
- 1940 : Les Bas-fonds de Chicago (Queen of the Mob) : Horace Grimley
- 1940 : We Who Are Young (en) de Harold S. Bucquet : Perkins
- 1940 : Rhythm on the River : Bernard Schwartz
- 1940 : The Great Profile : Director
- 1940 : The Leather Pushers (en) de John Rawlins : Henry Mitchell alias Mitch
- 1940 : Ville conquise (City for Conquest) : Al (dance team manager)
- 1940 : Vive le bonheur ! (A Little Bit of Heaven) : Stafford
- 1940 : Blondie Plays Cupid (en) : Train Conductor
- 1940 : Dancing on a Dime : Freeman Taylor
- 1940 : Ellery Queen, Master Detective (en) de Kurt Neumann : Dr Prouty
- 1940 : Texas Rangers Ride Again (en) de James P. Hogan : Train Passenger
- 1940 : La Femme invisible (The Invisible Woman) d'A. Edward Sutherland : Mr. Growley
- 1941 : Back Street : Blake
- 1941 : You're the One (en) de Ralph Murphy : Announcer
- 1941 : Footlight Fever (en) d'Irving Reis : Link
- 1941 : Ellery Queen's Penthouse Mystery : Doc Prouty
- 1941 : Repent at Leisure (en) de Frank Woodruff : Clarence Morgan
- 1941 : Barnacle Bill : Auctioneer
- 1941 : Sis Hopkins : Rollo
- 1941 : Blondie in Society (en) de Frank R. Strayer : Washing Machine Salesman
- 1941 : Les Marx au grand magasin (The Big Store) : Finance Company Man
- 1941 : Sealed Lips (en) de George Waggner : Attorney Emanuel 'Manny' T. Dixon
- 1941 : Ellery Queen and the Perfect Crime (en) de James Patrick Hogan : Dr Prouty (coroner)
- 1941 : Sing Another Chorus (en) de Charles Lamont : Ryan
- 1941 : Buy Me That Town (en) d'Eugene Forde : J. Montague Gainsborough
- 1941 : Le Mort fictif (Three Girls About Town) de Leigh Jason : Mortician
- 1941 : New York Town : Census Taker
- 1941 : Birth of the Blues : Wilbur, Theater Manager
- 1941 : Rendez-vous d'amour (Appointment for Love) : Smith
- 1941 : Qui a tué Vicky Lynn ? (I Wake Up Screaming) : Keating, Florist
- 1941 : Look Who's Laughing : Club Secretary
- 1941 : Boule de feu (Ball of Fire) : Larsen (Miss Totten's assistant)
- 1942 : A Gentleman at Heart (en) de Ray McCarey : Holloway
- 1942 : A Close Call for Ellery Queen (en) de James Patrick Hogan : Coroner
- 1942 : Obliging Young Lady : Private detective Smith
- 1942 : Deux Nigauds cow-boys (Ride 'Em Cowboy) d'Arthur Lubin : Martin Manning
- 1942 : Madame veut un bébé (The Lady Is Willing) : K.K. Miller
- 1942 : Born to Sing d'Edward Ludwig : Johnny, Press Agent
- 1942 : What's Cookin'? : K. D. Reynolds
- 1942 : Les Aventures de Martin Eden (en) (The Adventures of Martin Eden) de Sidney Salkow : Mr. White, Publisher
- 1942 : Yokel Boy (en) de Joseph Santley : Cynic
- 1942 : About Face (en) de Kurt Neumann : Rental Car Manager
- 1942 : L'Inspiratrice (The Great Man's Lady) : Pierce
- 1942 : Home in Wyomin' (en) de William Morgan : Newspaper Editor
- 1942 : Broadway de William A. Seiter : Hungry Harry
- 1942 : The Mad Martindales (en) d'Alfred L. Werker : Virgil Hickling
- 1942 : Les Aventures de Tarzan à New York (Tarzan's New York Adventure) : Gould Beaton, Sargent's Lawyer
- 1942 : Embrassons la mariée (They All Kissed the Bride) : Spotter
- 1942 : Madame exagère (Are Husbands Necessary?) de Norman Taurog  : Mr. Brooks
- 1942 : Thru Different Eyes (en) de Thomas Z. Loring : Mott
- 1942 : Mademoiselle Palmer et son psychiatre (Lady in a Jam) : US Govt. Man (seeks silver reserve)
- 1942 : Friendly Enemies (Friendly Enemies) : Braun
- 1942 : Deux Nigauds dans une île (Pardon My Sarong) : Bus company superintendent
- 1942 : Les Tigres volants (Flying Tigers) : Repkin (airport manager)
- 1943 : Mission à Moscou (Mission to Moscow) : Man in Kitchenin Montage
- 1944 : Arsenic et Vieilles Dentelles (Arsenic and Old Lace) : Reporter at Marriage License Office
- 1946 : A Close Call for Boston Blackie (en) de Lew Landers : Hack Hagen
- 1946 : Survivance (Just Before Dawn) : Dr Steiner
- 1946 : Mysterious Intruder (en) de William Castle : détective Burns
- 1946 : The Invisible Informer (en) de Philip Ford : Nick Steele
- 1946 : Le Gars épatant (Swell Guy) de Frank Tuttle : Ben Tilwell
- 1946 : La vie est belle (It's a Wonderful Life) : Rent collector
- 1946 : Le Vantard (The Show-Off) : Quiz master
- 1947 : Ma femme est un grand homme (The Farmer's Daughter) : Thin-faced Campaign Reporter
- 1947 : C'est arrivé dans la Cinquième Avenue (It Happened on 5th Avenue) de Roy Del Ruth : Landlord
- 1947 : Living in a Big Way : Hawkins
- 1947 : Bury Me Dead de Bernard Vorhaus : Mr. Brighton
- 1947 : Louisiana (en) de Phil Karlson : McCormack
- 1947 : Roses Are Red de James Tinling : Lipton
- 1947 : Intrigue : Hotel Desk Clerk
- 1948 : Appelez nord 777 (Call Northside 777) : Prosecuting Attorney
- 1948 : L'Enjeu (State of the Union) de Frank Capra : Blink Moran
- 1948 : Smart Woman (en) : Reporter
- 1948 : Race Street (en) d'Edwin Marin : Switchboard Operator-Clerk
- 1948 : The Gentleman from Nowhere (en) de William Castle : Fenmore
- 1948 : Out of the Storm (en) de R. G. Springsteen : Mr. Evans
- 1948 : Le Fils du pendu (Moonrise) : Man in black
- 1948 : L'Amour sous les toits (Apartment for Peggy) : Prof. Collins
- 1949 : Maman est étudiante (Mother Is a Freshman) : Mr. De Haven
- 1949 : You're My Everything de Walter Lang :Mr. Eddie Pflum
- 1949 : Monsieur Joe (Mighty Joe Young) d'Ernest B. Schoedsack : Guy at the bar
- 1949 : The House Across the Street (en) de Richard L. Bare : Apartment Manager
- 1949 : Miss Grain de sel (Miss Grant Takes Richmond) : Mr. Woodruff
- 1950 : Du sang sur le tapis vert (Backfire) de Vincent Sherman : Dr Nolan
- 1950 : Poison blanc (Borderline) : Peterson, U.S. Customs
- 1950 : Taxi, s'il vous plaît (The Yellow Cab Man) : L.A. Casualty Co. executive
- 1950 : Jour de chance (Riding High) : Erickson
- 1950 : Love That Brute : Joe
- 1950 : The Second Face : Mr West
- 1950 : The Du Pont Story (en) de Wilhelm Thiele
- 1950 : On va se faire sonner les cloches (For Heaven's Sake), de George Seaton : Arthur Crane (IRS)
- 1951 : Vendeur pour dames (I Can Get It for You Wholesale) : Herman Pulvermacher
- 1951 : J'accuse cet homme (en) (Criminal Lawyer) de Seymour Friedman : Frederick Waterman
- 1951 : Si l'on mariait papa (Here Comes the Groom) : FBI agent Ralph Burchard
- 1952 : L'Homme à l'affût (The Sniper) d'Edward Dmytryk : Drunk
- 1952 : Three for Bedroom C (en) de Milton H. Bren (en) : Trainman
- 1953 : Le Jongleur (The Juggler) : Rosenberg
- 1953 : Drôle de meurtre (Remains to Be Seen) de Don Weis : Delapp (examiner)
- 1953 : Casanova Junior (The Affairs of Dobie Gillis) de Don Weis : Professeur de chimie Obispo
- 1954 : Francis chez les Wacs (Francis Joins the WACS) d'Arthur Lubin  : Reporter
- 1954 : Dear Phoebe (série télévisée) : Mr. Fosdick
- 1956 : Millionnaire de mon cœur (The Birds and the Bees) : Jenkins
- 1957 : Affaire ultra-secrète (Top Secret Affair) de H. C. Potter : Bill Hadley
- 1957 : God Is My Partner (en) de William F. Claxton : Juge Warner
- 1958 : Le Chouchou du professeur (Teacher's Pet) de George Seaton : Roy
- 1959 : Comment dénicher un mari (The Mating Game) de George Marshall : Bigelow
- 1959 : The 30 Foot Bride of Candy Rock (en) de Sidney Miller (en) : Standard Bates
- 1959 : La Vie à belles dents (But Not for Me) : Atwood
- 1962 : The Music Man : Constable Locke
- 1962 : Ernestine (TV)
- 1963 : Papa's Delicate Condition : Mr. Cosgrove
- 1963 : Un monde fou, fou, fou, fou (It's a Mad Mad Mad Mad World) de Stanley Kramer : Airport manager
- 1963 : The Wheeler Dealers d'Arthur Hiller : Judge
- 1964 : Les Ambitieux (The Carpetbaggers) : Denby
- 1964 : The New Interns (en) de John Rich : Connors
- 1964 : Prête-moi ton mari (Good Neighbor Sam) : Jack Bailey
- 1964 : Looking for Love (en) : Screen Test Director
- 1965 : L'Encombrant Monsieur John (John Goldfarb, Please Come Home) de J. Lee Thompson : 'Strife' Magazine editor
- 1965 : Billie (en) de Don Weis : Coach Jones
- 1965-1972 : Ma sorcière bien-aimée (Bewitched) (participation à 8 épisodes comme client de Jean-Pierre Stephens)
- 1966 : The Ghost and Mr. Chicken (en) d'Alan Rafkin : Whitlow
- 1966 : Quatre Bassets pour un danois (The Ugly Dachshund) : Judge
- 1966 : The Pruitts of Southampton (en) (The Pruitts of Southampton) (série TV) : Maxwell
- 1967 : Eight on the Lam : Bank Examiner
- 1967 : La Gnome-mobile (The Gnome-Mobile) : Dr Scoggins
- 1967 : Les Mystères de l'Ouest (The Wild Wild West), (série télévisée) - Saison 3, épisode 7, La Nuit du Pendu (The Night of the Hangman), de James B. Clark : Roger Creed
- 1968 : Les Arpents verts (The Green Acres) : Mr Wilson
- 1968 : L'Intrus magnifique (What's So Bad About Feeling Good?) de George Seaton : Dr Shapiro
- 1968 : Did You Hear the One About the Traveling Saleslady? : Mr. Duckworth
- 1969 : My Dog, the Thief (TV) : Mr. Pfeiffer
- 1970 : Les Aristochats (The AristoCats) : Georges Hautecourt, Madame's Lawyer (voix)
- 1971 : Hitched (en)'' (TV) : Round Tree
- 1972 : The Great Man's Whiskers (TV) : Philbrick
- 1972 : Get to Know Your Rabbit de Brian De Palma : Mr. Beeman
- 1975 : Karen (série TV) : Dale Busch (II - 1975)
- 1976 : Sybil (TV) : Dr Quinoness
- 1978 : Folie Folie (Movie Movie) : Judge / Mr. Pennington
- 1980 : The Little Dragons : J.J.
- 1981 : The Return of the Beverly Hillbillies (TV) : Chief
- 1981 : Strange Behavior (en) de Michael Laughlin : Donovan
- 1982 : La Petite Maison dans la prairie (The House on the Prairie) (série TV) saison 9, épisode 3 (Bienvenue à Olesonville (Welcome To Olesonville)) : Jess Moffet
- 1983 : Le Souffle de la guerre (The Winds of War) (feuilleton TV) : Adm. William Standley
- 1983 : Les envahisseurs sont parmi nous (Strange Invaders) : professeur Hollister
- 1983 : Sunset Limousine (TV) : Reinhammer
- 1985 : Murphy's Romance : Amos Abbott
- 1986 : When the Bough Breaks (TV) : Van der Graaf
- 1986 : Vanishing America (vidéo) : Shopkeeper
- 1987 : Rendez-vous avec un ange (Date with an Angel) : Father O'Shea
- 1988 : Les Orages de la guerre (War and Remembrance) (feuilleton TV) : Adm. William Standley
- 1993 : Acting on Impulse (TV) : Bellhop
- 1995 : L'Ordinateur en folie (The Computer Wore Tennis Shoes) (TV) : Regent Yarborough